# Mariola Wojciechowska
Mariola Grażyna Wojciechowska (ur. 1963) – polska pedagożka, prorektorka Uniwersytetu Jana Kochanowskiego w Kielcach.

## Życiorys
Mariola Wojciechowska w 1983 uzyskała w Wyższe Szkole Pedagogicznej w Kielcach tytuł magistra pedagogiki. W 1998 uzyskała w Instytucie Badań Edukacyjnych stopień doktora pedagogiki na podstawie napisanej pod kierunkiem Mirosława Józefa Szymańskiego dysertacji Wartości edukacyjne uznawane przez uczniów i rodziców ze środowisk robotniczych (na przykładzie Ostrowca Świętokrzyskiego). W 2010 habilitowała się.
Od 1988 związana zawodowo z macierzystą uczelnią (także pod nazwą Akademia Świętokrzyska oraz Uniwersytet Jana Kochanowskiego), gdzie pełniła funkcję dziekanki Wydziału Pedagogiki i Psychologii w kadencji 2020–2024. Prorektorka UJK ds. kształcenia w kadencji 2024–2028. Wykładowczyni także w Wyższej Szkole Biznesu i Przedsiębiorczości w Ostrowcu Świętokrzyskim oraz Szkole Wyższej im. Bogdana Jańskiego w Warszawie.